# Inabilitazione
L'inabilitazione è un istituto del diritto civile che esclude parzialmente il soggetto dalla capacità di agire.  
La differenza rispetto al presupposto dell'interdizione sta solo nella minore gravità dell'infermità, che consente al soggetto di compiere da solo gli atti di ordinaria amministrazione, mentre deve essere assistito da un curatore per gli atti di straordinaria amministrazione.  Questo, a differenza del tutore, non è un rappresentante del soggetto, in quanto non lo sostituisce ma lo affianca.

La posizione giuridica dell'inabilitato  è identica a quella del minore emancipato.

## Casi in cui viene concessa
L'inabilitazione discende da un provvedimento del giudice, e alcuni dei casi in cui viene emanato sono:
- uno stato di infermità meno grave rispetto all'interdizione;
- la prodigalità;
- l'abuso di bevande alcoliche o sostanze stupefacenti, che possano causare un grave pregiudizio economico al soggetto o alla sua famiglia[2];
- il sordomutismo o la cecità sin dalla nascita qualora sia mancata un'istruzione sufficiente[3].

I sordomuti e i ciechi sono, in linea di principio, pienamente capaci di agire, salva la preclusione per il cieco, in quanto non può leggere, di fare testamento segreto.
Tuttavia, la loro minorazione fisica può, in mancanza di un'adeguata educazione, influire negativamente sullo sviluppo psichico e renderli, in parte o addirittura in tutto, incapaci di provvedere ai loro interessi. Essi possono allora essere inabilitati o, se si accerta la loro totale incapacità, interdetti.

## Conclusione
Tanto l'interdizione quanto l'inabilitazione possono essere richieste dallo stesso interdicendo/inabilitando, dal coniuge, dalla persona stabilmente convivente, dai parenti entro il quarto grado, dagli affini entro il secondo grado, e dal pubblico ministero.
L'inabilitazione, quanto l'interdizione, può essere revocata su istanza del coniuge, dei parenti entro il quarto grado, degli affini entro il secondo grado, del curatore/tutore  e del pubblico ministero. In seguito alla revoca l'inabilitato riacquista completamente la capacità di agire.
Con la legge n. 6 del 9 gennaio 2004 è stato novellato il titolo XII del libro I del codice civile introducendo al capo I l'istituto dell'amministrazione di sostegno.